# Susan River
La Susan River est une rivière d'une longueur de 108 km qui coule dans l’État de Californie aux États-Unis. Elle draine un haut plateau volcanique le long de la ligne de partage des eaux occidentale du grand bassin. Elle constitue la limite septentrionale de la Sierra Nevada.

## Source de la traduction
- (en) Cet article est partiellement ou en totalité issu de l’article de Wikipédia en anglais intitulé « Susan River (California) » (voir la liste des auteurs).